# Alexandrina da Prússia
Alexandrina da Prússia (Frederica Guilhermina Alexandrina Maria Helena da Prússia, em alemão: Friederike Wilhelmine Alexandrine Marie Helene von Preußen, Berlim, 23 de fevereiro de 1803 - Schwerin, 21 de abril de 1892) foi a esposa e consorte de Paulo Frederico, Grão-duque de Meclemburgo-Schwerin. Era filha do rei Frederico Guilherme III da Prússia e da duquesa Luísa de Meclemburgo-Strelitz.

## Família

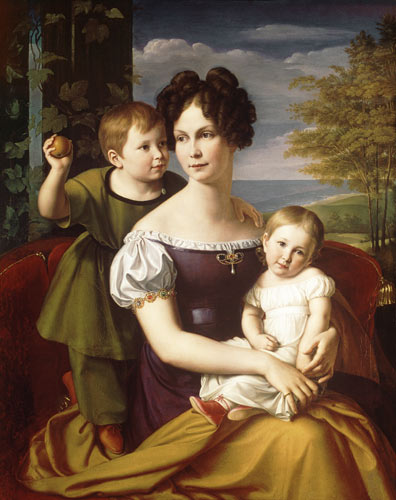
A grã-duquesa com o filho Frederico Francisco e uma de suas filhas. Retrato de 1825 por Friedrich Wilhelm von Schadow

Alexandrina foi a sétima criança e quarta filha a nascer do rei Frederico Guilherme III da Prússia e da sua esposa, Luísa de Meclemburgo-Strelitz. Era uma irmã mais nova do rei Frederico Guilherme IV da Prússia, do imperador Guilherme I da Alemanha e da imperatriz-consorte Alexandra Feodorovna da Rússia.
A sua mãe era uma sobrinha da rainha Carlota do Reino Unido e irmã da rainha Frederica de Hanôver.

## Casamento
No dia 25 de maio de 1822, casou-se com Paulo Frederico I de Meclemburgo-Schwerin que sucedeu ao seu avô como grão-duque de Meclemburgo-Schwerin em 1837.
Juntos, tiveram seis filhos.
O seu casamento é considerado geralmente infeliz. Paulo Frederico era um militar que tinha pouco tempo e interesse pela esposa e pela família. Alexandrina, pelo contrário, era uma mãe dedicada que educou ternamente os seus filhos e cultivou os seus talentos culturais. Alexandrina era muito culta, mas era descrita como a típica princesa alemã distante. Não era descrita como uma intelectual, mas participava em palestras e lia muitos livros.

## Descendência
1. Frederico Francisco II de Meclemburgo-Schwerin (1823-1883)
2. Luísa (1824-1859) casada com Hugo, Príncipe de Windisch-Grätz
3. Guilherme de Meclemburgo-Schwerin (1827-1879) casado com a princesa Alexandrina da Prússia, filha do príncipe Alberto da Prússia
4. Helena (1829-1836)
5. Maria Alexandrina (1831-1836)
6. Paulina (1833-1894) morreu solteira

## Genealogia
| Alexandrina da Prússia | Pai: Frederico Guilherme III da Prússia | Avô paterno: Frederico Guilherme II da Prússia  | Bisavô paterno: Augusto Guilherme da Prússia                  |
| Alexandrina da Prússia | Pai: Frederico Guilherme III da Prússia | Avô paterno: Frederico Guilherme II da Prússia  | Bisavó paterna: Luísa de Brunswick-Wolfenbüttel               |
| Alexandrina da Prússia | Pai: Frederico Guilherme III da Prússia | Avó paterna: Frederica Luísa de Hesse-Darmstadt | Bisavô paterno: Luís IX de Hesse-Darmstadt                    |
| Alexandrina da Prússia | Pai: Frederico Guilherme III da Prússia | Avó paterna: Frederica Luísa de Hesse-Darmstadt | Bisavó paterna: Carolina de Zweibrücken                       |
| Alexandrina da Prússia | Mãe: Luísa de Meclemburgo-Strelitz      | Avô materno: Carlos II de Meclemburgo-Strelitz  | Bisavô materno: Carlos Luís Frederico de Meclemburgo-Strelitz |
| Alexandrina da Prússia | Mãe: Luísa de Meclemburgo-Strelitz      | Avô materno: Carlos II de Meclemburgo-Strelitz  | Bisavó materna: Isabel Albertina de Saxe-Hildburghausen       |
| Alexandrina da Prússia | Mãe: Luísa de Meclemburgo-Strelitz      | Avó materna: Frederica de Hesse-Darmstadt       | Bisavô materno: Jorge Guilherme de Hesse-Darmstadt            |
| Alexandrina da Prússia | Mãe: Luísa de Meclemburgo-Strelitz      | Avó materna: Frederica de Hesse-Darmstadt       | Bisavó materna: Maria Luísa de Leiningen-Falkenburg-Dagsburg  |